# Rafael Altamira
Rafael Altamira y Crevea (Alicante, 10 de fevereiro de 1866 — Cidade do México, 1 de junho de 1951) foi um humanista, historiador, pedagogo, jurista, crítico literário e escritor espanhol.
Encontra-se colaboração da sua autoria na revista literária Ave Azul (1899-1900).